# Luca Caldirola
Luca Caldirola (Desio, 1º febbraio 1991) è un calciatore italiano, difensore svincolato.

## Carriera

### Club

#### Inter e vari prestiti

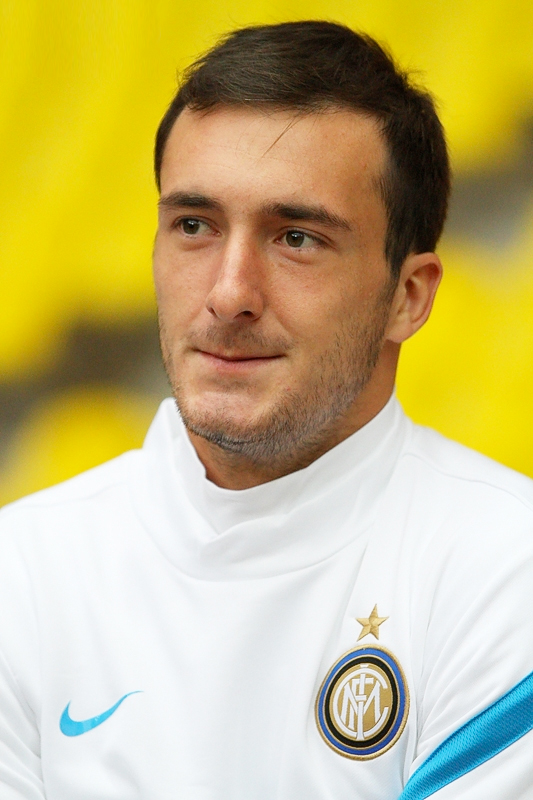
Caldirola all'Inter nel 2011

Inizia a praticare il calcio nella Base 96 Seveso all'età di 4 anni; a 8 anni passa nella scuola calcio dell'Inter, dove svolge la trafila di tutte le categorie giovanili, dai Pulcini alla Primavera, vincendo il Campionato Giovanissimi Nazionali nel 2006, il Campionato Allievi Nazionali nel 2008 e il Torneo di Viareggio 2008 con la Primavera, squadra di cui è divenuto anche il capitano. Nell'estate 2008 viene aggregato in prima squadra per la tournée estiva e poi viene inserito nella lista B della UEFA per la Champions League 2009-2010, vinta poi dai nerazzurri.
A 19 anni viene ceduto in prestito alla squadra olandese del Vitesse, militante in Eredivisie, per la stagione 2010-2011. Ha esordito con questa maglia fra i professionisti l'8 agosto 2010 nella prima giornata di campionato contro l'ADO Den Haag, incontro vinto per 3-1. Conclude la sua esperienza olandese con 11 presenze, partendo 8 volte titolare e subentrando 3 volte.
A fine prestito ritorna all'Inter, allenandosi con la prima squadra. Il 30 giugno 2011 viene ceduta al Cesena una metà del suo cartellino, nell'operazione che ha portato Yuto Nagatomo al club milanese. Caldirola rimane tuttavia all'Inter e viene inserito in prima squadra. Disputa la sua prima gara ufficiale con l'Inter il 7 dicembre, a 20 anni, quando esordisce nelle coppe europee subentrando a Cristian Chivu come terzino sinistro all'inizio della ripresa della partita Inter-CSKA Mosca (1-2), valevole per l'ultima giornata della fase a gironi della Champions League.
Il 4 gennaio 2012 viene ceduto in prestito al Brescia, in Serie B, con il quale debutta il 6 gennaio giocando titolare nella partita Brescia-Crotone (3-0) disputata allo Stadio Mario Rigamonti. Conclude la stagione con 19 presenze in campionato.

#### Cesena e prestito al Brescia
Il 22 giugno Inter e Cesena si accordano per il rinnovo della compartecipazione. Dopo 19 presenze complessive con i romagnoli, l'11 gennaio 2013 viene ceduto nuovamente al Brescia con la forma del prestito, e disputa 19 partite di campionato, play-off compresi.

#### Werder Brema e prestito al Darmstadt
Il 20 giugno 2013 l'Inter risolve a suo favore la compartecipazione di Caldirola, il quale sei giorni dopo viene ceduto per 2,5 milioni di euro al Werder Brema. Nella sua prima stagione in Germania trova molto spazio, giocando da titolare 33 partite di campionato su 34, saltando solo la partita contro l'Amburgo per somma di ammonizioni.
La stagione seguente perde il posto da titolare, tuttavia il 7 dicembre 2014 realizza il suo primo gol in campionato, nella partita persa 5-2 contro l'Eintracht. In questa stagione ottiene solamente 7 presenze in campionato.
Il 15 luglio 2015 viene ceduto in prestito al Darmstadt, neopromosso in Bundesliga. Il successivo 7 agosto fa il suo esordio ufficiale in DFB-Pokal, nella vittoria esterna per 5-0 contro l'Erndtebrück, mentre il 15 agosto esordisce in campionato, nel pareggio 2-2 ottenuto contro l'Hannover 96. Nel corso della stagione mette a referto 34 presenze, venendo schierato titolare in tutte le partite del campionato.
Tornato al Werder nel settembre 2016, è subito frenato da una serie di gravi infortuni. In questa seconda esperienza a Brema i guai fisici e le scelte tecniche lo penalizzano sicché in due anni e mezzo gioca solo 6 partite di campionato più 3 incontri con la seconda squadra.

#### Benevento
Il 26 gennaio 2019 passa a titolo definitivo al Benevento, in Serie B. Debutta con i campani l'8 febbraio nel derby vinto in casa della Salernitana per 1-0. Il 6 aprile segna il suo primo gol in occasione del successo in casa del Perugia (4-2). Il Benevento arriva al 3º posto in campionato e perde le semifinali dei play-off contro il Cittadella.
Nella stagione 2019-2020, sotto la guida di Filippo Inzaghi, vince il campionato di Serie B con il Benevento, che viene promosso nella massima serie.
Il 26 settembre 2020, all'età di 29 anni, esordisce in Serie A e mette a segno le sue prime due reti nella massima serie italiana a Genova contro la Sampdoria, contribuendo alla rimonta da 2-0 a 2-3 dei sanniti. Quelle sono state le uniche due reti nel corso della stagione, culminata con la retrocessione in B dei sanniti.

#### Monza
Il 17 luglio 2021 viene ufficializzato il suo trasferimento a titolo definitivo al Monza, in Serie B, con cui firma un contratto biennale con rinnovo automatico per un’altra stagione al verificarsi di determinate condizioni.
A fine anno ottiene la promozione in massima serie con il club brianzolo, con cui il 15 aprile 2023 è decisivo con la sua prima rete in campionato nella vittoria finale a San Siro contro l'Inter. Si ripete il 3 maggio, nell'incontro in casa contro la Roma, con il gol del definitivo 1-1 sugli sviluppi di un calcio di punizione.
Lascia il club brianzolo al termine della stagione 2024-2025, alla scadenza naturale del proprio contratto, dopo aver collezionato 106 presenze con la squadra.

### Nazionale

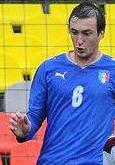
Caldirola in azione con l'Italia Under-20 nel 2010.

Caldirola ha giocato per svariate selezioni giovanili, prima su tutte l'Under-16-15, con cui ha realizzato il primo gol in maglia azzurra. Nel 2009 ha partecipato all'Europeo U-19 con l'Under-19. Il 12 ottobre 2010 fa il suo esordio con la maglia dell'Under-20 siglando una delle tre reti che portano alla vittoria sulla Svizzera.
Il 17 novembre 2010 fa il suo esordio con la nazionale Under-21 del neo CT Ciro Ferrara, giocando titolare nella partita amichevole Italia-Turchia (2-1) disputata a Fermo. Nel maggio 2011 partecipa con l'Under-21 al Torneo di Tolone.
Sotto la gestione del CT Devis Mangia, nel corso del 2012, diventa il capitano dell'Under-21. Nel 2013 partecipa all'Europeo Under-21 in Israele, in cui l'Italia giunge seconda, sconfitta in finale 4-2 dalla Spagna.

## Vita privata
Il 15 giugno 2023 si è sposato con Roberta Mercurio, ex partecipante alla trasmissione televisiva Temptation Island (quarta edizione); i due sono genitori di una bambina ed un bambino.

## Statistiche

### Presenze e reti nei club
Statistiche aggiornate al 24 maggio 2025.
| Stagione               | Squadra                | Campionato             | Campionato | Campionato | Coppe nazionali | Coppe nazionali | Coppe nazionali | Coppe continentali | Coppe continentali | Coppe continentali | Altre coppe | Altre coppe | Altre coppe | Totale | Totale |
| Stagione               | Squadra                | Comp                   | Pres       | Reti       | Comp            | Pres            | Reti            | Comp               | Pres               | Reti               | Comp        | Pres        | Reti        | Pres   | Reti   |
| ---------------------- | ---------------------- | ---------------------- | ---------- | ---------- | --------------- | --------------- | --------------- | ------------------ | ------------------ | ------------------ | ----------- | ----------- | ----------- | ------ | ------ |
| 2010-2011              | Vitesse                | ED                     | 11         | 0          | CO              | 0               | 0               | -                  | -                  | -                  | -           | -           | -           | 11     | 0      |
| 2011-gen. 2012         | Inter                  | A                      | 0          | 0          | CI              | 0               | 0               | UCL                | 1                  | 0                  | SI          | 0           | 0           | 1      | 0      |
| gen.-giu. 2012         | Brescia                | B                      | 19         | 0          | CI              | 0               | 0               | -                  | -                  | -                  | -           | -           | -           | 19     | 0      |
| 2012-gen. 2013         | Cesena                 | B                      | 18         | 0          | CI              | 1               | 0               | -                  | -                  | -                  | -           | -           | -           | 19     | 0      |
| gen.-giu 2013          | Brescia                | B                      | 18+1       | 0          | CI              | 0               | 0               | -                  | -                  | -                  | -           | -           | -           | 19     | 0      |
| Totale Brescia         | Totale Brescia         | Totale Brescia         | 38         | 0          |                 | 0               | 0               |                    | -                  | -                  |             | -           | -           | 38     | 0      |
| 2013-2014              | Werder Brema           | BL                     | 33         | 0          | CG              | 1               | 0               | -                  | -                  | -                  | -           | -           | -           | 34     | 0      |
| 2014-2015              | Werder Brema           | BL                     | 7          | 1          | CG              | 1               | 0               | -                  | -                  | -                  | -           | -           | -           | 8      | 1      |
| 2015-2016              | Darmstadt              | BL                     | 34         | 0          | CG              | 2               | 0               | -                  | -                  | -                  | -           | -           | -           | 36     | 0      |
| 2016-2017              | Werder Brema II        | 3.L                    | 2          | 0          | -               | -               | -               | -                  | -                  | -                  | -           | -           | -           | 2      | 0      |
| 2017-2018              | Werder Brema II        | 3.L                    | 1          | 0          | -               | -               | -               | -                  | -                  | -                  | -           | -           | -           | 1      | 0      |
| Totale Werder Brema II | Totale Werder Brema II | Totale Werder Brema II | 3          | 0          |                 | -               | -               |                    | -                  | -                  |             | -           | -           | 3      | 0      |
| 2016-2017              | Werder Brema           | BL                     | 5          | 0          | CG              | 0               | 0               | -                  | -                  | -                  | -           | -           | -           | 5      | 0      |
| 2017-2018              | Werder Brema           | BL                     | 1          | 0          | CG              | 0               | 0               | -                  | -                  | -                  | -           | -           | -           | 1      | 0      |
| 2018-gen. 2019         | Werder Brema           | BL                     | 0          | 0          | CG              | 0               | 0               | -                  | -                  | -                  | -           | -           | -           | 0      | 0      |
| Totale Werder Brema    | Totale Werder Brema    | Totale Werder Brema    | 46         | 1          |                 | 2               | 0               |                    | -                  | -                  |             | -           | -           | 48     | 1      |
| gen.-giu 2019          | Benevento              | B                      | 14+2       | 3          | CI              | 0               | 0               | -                  | -                  | -                  | -           | -           | -           | 16     | 3      |
| 2019-2020              | Benevento              | B                      | 33         | 3          | CI              | 1               | 0               | -                  | -                  | -                  | -           | -           | -           | 34     | 3      |
| 2020-2021              | Benevento              | A                      | 25         | 2          | CI              | 0               | 0               | -                  | -                  | -                  | -           | -           | -           | 25     | 2      |
| Totale Benevento       | Totale Benevento       | Totale Benevento       | 74         | 8          |                 | 1               | 0               |                    | -                  | -                  |             | -           | -           | 75     | 8      |
| 2021-2022              | Monza                  | B                      | 24+3       | 0          | CI              | 1               | 0               | -                  | -                  | -                  | -           | -           | -           | 28     | 0      |
| 2022-2023              | Monza                  | A                      | 31         | 2          | CI              | 0               | 0               | -                  | -                  | -                  | -           | -           | -           | 31     | 2      |
| 2023-2024              | Monza                  | A                      | 29         | 1          | CI              | 1               | 0               | -                  | -                  | -                  | -           | -           | -           | 30     | 1      |
| 2024-2025              | Monza                  | A                      | 14         | 0          | CI              | 3               | 0               | -                  | -                  | -                  | -           | -           | -           | 17     | 0      |
| Totale Monza           | Totale Monza           | Totale Monza           | 98+3       | 3          |                 | 5               | 0               |                    | -                  | -                  |             | -           | -           | 106    | 3      |
| Totale carriera        | Totale carriera        | Totale carriera        | 344        | 14         |                 | 11              | 0               |                    | 1                  | 0                  |             | 0           | 0           | 356    | 14     |

### Cronologia presenze e reti in nazionale
| Cronologia completa delle presenze e delle reti in nazionale ― Italia under 21 | Cronologia completa delle presenze e delle reti in nazionale ― Italia under 21 | Cronologia completa delle presenze e delle reti in nazionale ― Italia under 21 | Cronologia completa delle presenze e delle reti in nazionale ― Italia under 21 | Cronologia completa delle presenze e delle reti in nazionale ― Italia under 21 | Cronologia completa delle presenze e delle reti in nazionale ― Italia under 21 | Cronologia completa delle presenze e delle reti in nazionale ― Italia under 21 | Cronologia completa delle presenze e delle reti in nazionale ― Italia under 21 |
| Data                                                                           | Città                                                                          | In casa                                                                        | Risultato                                                                      | Ospiti                                                                         | Competizione                                                                   | Reti                                                                           | Note                                                                           |
| ------------------------------------------------------------------------------ | ------------------------------------------------------------------------------ | ------------------------------------------------------------------------------ | ------------------------------------------------------------------------------ | ------------------------------------------------------------------------------ | ------------------------------------------------------------------------------ | ------------------------------------------------------------------------------ | ------------------------------------------------------------------------------ |
| 17-11-2010                                                                     | Fermo                                                                          | Italia under 21                                                                | 2 – 1                                                                          | Turchia under 21                                                               | Amichevole                                                                     | -                                                                              | 74’                                                                            |
| 8-2-2011                                                                       | Empoli                                                                         | Italia under 21                                                                | 1 – 0                                                                          | Inghilterra under 21                                                           | Amichevole                                                                     | -                                                                              |                                                                                |
| 24-3-2011                                                                      | Reggio Emilia                                                                  | Italia under 21                                                                | 3 – 1                                                                          | Svezia under 21                                                                | Amichevole                                                                     | -                                                                              |                                                                                |
| 29-3-2011                                                                      | Kassel                                                                         | Germania under 21                                                              | 2 – 2                                                                          | Italia under 21                                                                | Amichevole                                                                     | -                                                                              |                                                                                |
| 13-4-2011                                                                      | Padova                                                                         | Italia under 21                                                                | 2 – 0                                                                          | Russia under 21                                                                | Amichevole                                                                     | -                                                                              |                                                                                |
| 1-6-2011                                                                       | Tolone                                                                         | Costa d'Avorio under 23                                                        | 0 – 2                                                                          | Italia under 21                                                                | Torneo di Tolone 2011 - Girone A                                               | -                                                                              |                                                                                |
| 3-6-2011                                                                       | Saint-Raphaël                                                                  | Italia under 21                                                                | 1 – 1                                                                          | Portogallo under 20                                                            | Torneo di Tolone 2011 - Girone A                                               | -                                                                              |                                                                                |
| 5-6-2011                                                                       | Le Lavandou                                                                    | Italia under 21                                                                | 1 – 1                                                                          | Colombia under 20                                                              | Torneo di Tolone 2011 - Girone A                                               | -                                                                              |                                                                                |
| 8-6-2011                                                                       | Tolone                                                                         | Francia under 20                                                               | 1 – 0                                                                          | Italia under 21                                                                | Torneo di Tolone 2011 - Semifinale                                             | -                                                                              |                                                                                |
| 10-6-2011                                                                      | Tolone                                                                         | Messico under 20                                                               | 1 – 1 (4 - 5 dtr)                                                              | Italia under 21                                                                | Torneo di Tolone 2011 - Finale 3º posto                                        | -                                                                              |                                                                                |
| 10-8-2011                                                                      | Varese                                                                         | Italia under 21                                                                | 1 – 1                                                                          | Svizzera under 21                                                              | Amichevole                                                                     | -                                                                              |                                                                                |
| 6-9-2011                                                                       | Székesfehérvár                                                                 | Ungheria under 21                                                              | 0 – 3                                                                          | Italia under 21                                                                | Qual. Europeo Under-21 2013                                                    | -                                                                              | 9’                                                                             |
| 6-10-2011                                                                      | Vaduz                                                                          | Liechtenstein under 21                                                         | 2 – 7                                                                          | Italia under 21                                                                | Qual. Europeo Under-21 2013                                                    | -                                                                              |                                                                                |
| 11-10-2011                                                                     | Rieti                                                                          | Italia under 21                                                                | 2 – 0                                                                          | Turchia under 21                                                               | Qual. Europeo Under-21 2013                                                    | -                                                                              |                                                                                |
| 10-11-2011                                                                     | Istanbul                                                                       | Turchia under 21                                                               | 0 – 2                                                                          | Italia under 21                                                                | Qual. Europeo Under-21 2013                                                    | -                                                                              |                                                                                |
| 15-11-2011                                                                     | Casarano                                                                       | Italia under 21                                                                | 2 – 0                                                                          | Ungheria under 21                                                              | Qual. Europeo Under-21 2013                                                    | -                                                                              |                                                                                |
| 28-2-2012                                                                      | Cannes                                                                         | Francia under 21                                                               | 1 – 1                                                                          | Italia under 21                                                                | Amichevole                                                                     | -                                                                              | 89’                                                                            |
| 25-4-2012                                                                      | Edimburgo                                                                      | Scozia under 21                                                                | 1 – 4                                                                          | Italia under 21                                                                | Amichevole                                                                     | -                                                                              | 45’                                                                            |
| 4-6-2012                                                                       | Sligo                                                                          | Irlanda under 21                                                               | 2 – 2                                                                          | Italia under 21                                                                | Qual. Europeo Under-21 2013                                                    | -                                                                              | 42’                                                                            |
| 15-8-2012                                                                      | Leeuwarden                                                                     | Paesi Bassi under 21                                                           | 0 – 3                                                                          | Italia under 21                                                                | Amichevole                                                                     | -                                                                              | cap. 62’                                                                       |
| 10-9-2012                                                                      | Casarano                                                                       | Italia under 21                                                                | 2 – 4                                                                          | Irlanda under 21                                                               | Qual. Europeo Under-21 2013                                                    | 1                                                                              | cap.                                                                           |
| 12-10-2012                                                                     | Pescara                                                                        | Italia under 21                                                                | 1 – 0                                                                          | Svezia under 21                                                                | Qual. Europeo Under-21 2013                                                    | -                                                                              | cap.                                                                           |
| 16-10-2012                                                                     | Kalmar                                                                         | Svezia under 21                                                                | 2 – 3                                                                          | Italia under 21                                                                | Qual. Europeo Under-21 2013                                                    | -                                                                              | cap.                                                                           |
| 13-11-2012                                                                     | Siena                                                                          | Italia under 21                                                                | 1 – 3                                                                          | Spagna under 21                                                                | Amichevole                                                                     | -                                                                              | cap.                                                                           |
| 6-2-2013                                                                       | Andria                                                                         | Italia under 21                                                                | 1 – 0                                                                          | Germania under 21                                                              | Amichevole                                                                     | -                                                                              | cap.                                                                           |
| 22-3-2013                                                                      | Cittadella                                                                     | Italia under 21                                                                | 2 – 0                                                                          | Russia under 21                                                                | Amichevole                                                                     | -                                                                              | cap.                                                                           |
| 5-6-2013                                                                       | Tel Aviv                                                                       | Inghilterra under 21                                                           | 0 – 1                                                                          | Italia under 21                                                                | Europeo Under-21 2013 - 1º turno                                               | -                                                                              | cap.                                                                           |
| 8-6-2013                                                                       | Tel Aviv                                                                       | Italia under 21                                                                | 4 – 0                                                                          | Israele under 21                                                               | Europeo Under-21 2013 - 1º turno                                               | -                                                                              | cap.                                                                           |
| 11-6-2013                                                                      | Tel Aviv                                                                       | Norvegia under 21                                                              | 1 – 1                                                                          | Italia under 21                                                                | Europeo Under-21 2013 - 1º turno                                               | -                                                                              | cap. 87’                                                                       |
| 15-6-2013                                                                      | Petah Tiqwa                                                                    | Italia under 21                                                                | 1 – 0                                                                          | Paesi Bassi under 21                                                           | Europeo Under-21 2013 - Semifinale                                             | -                                                                              | cap.                                                                           |
| 18-6-2013                                                                      | Gerusalemme                                                                    | Italia under 21                                                                | 2 – 4                                                                          | Spagna under 21                                                                | Europeo Under-21 2013 - Finale                                                 | -                                                                              | cap. 71’                                                                       |
| Totale                                                                         |                                                                                | Presenze                                                                       | 31                                                                             |                                                                                | Reti                                                                           | 1                                                                              |                                                                                |

## Palmarès

### Club

#### Competizioni giovanili
- Torneo di Viareggio: 1

Inter: 2008

#### Competizioni nazionali
- Campionato italiano di Serie B: 1

Benevento: 2019-2020

### Individuale
- Inserito nella selezione UEFA dell'Europeo Under-21: 1

Israele 2013